# Dachstraße 27 (München)

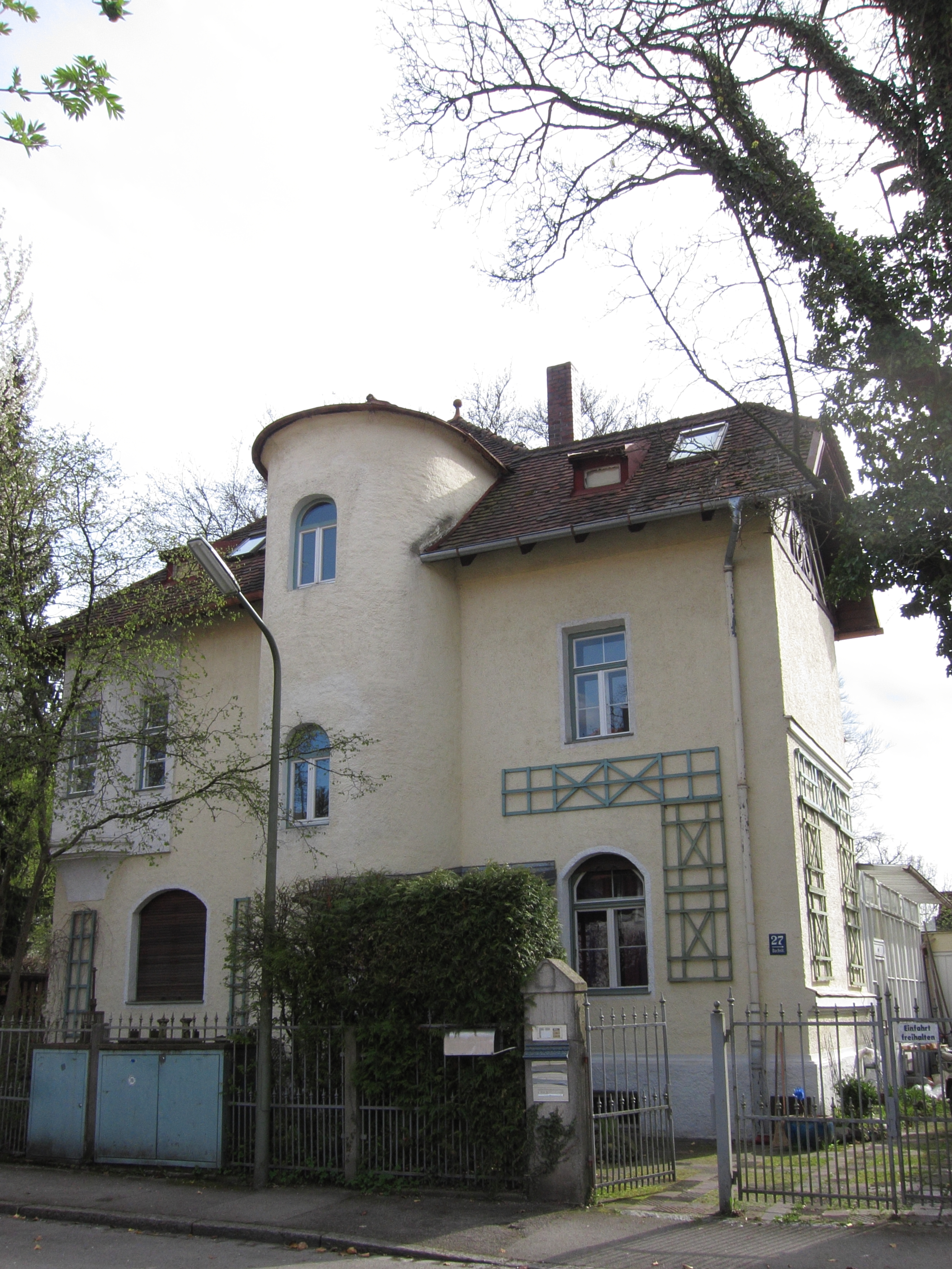
Haus Dachstraße 27 im Stadtteil Pasing von München

Das Gebäude Dachstraße 27 im Stadtteil Pasing der bayerischen Landeshauptstadt München wurde wohl um 1899 errichtet. Die Villa in der Dachstraße, die nach Plänen der Architekten Anton Thunig und Andreas Pabst erbaut wurde, ist ein geschütztes Baudenkmal.
Der Gruppenbau, der zur Erstbebauung der Waldkolonie Pasing gehört, im Landhausstil mit fachwerkverzierten Giebeln wurde vereinfacht. Der Treppenturm besaß ursprünglich ein weiteres Geschoss und einen Spitzhelm.